# Медоу Гроув (Небраска)
Медоу Гроув (енгл. Meadow Grove) град је у америчкој савезној држави Небраска.

## Демографија
По попису из 2010. године број становника је 301, што је 10 (-3,2%) становника мање него 2000. године.
| Група             | 2000.       | 2010.       |
| Белци             | 296 (95,2%) | 282 (93,7%) |
| Афроамериканци    | 1 (0,3%)    | 1 (0,3%)    |
| Азијати           | 1 (0,3%)    | 0 (0,0%)    |
| Хиспаноамериканци | 6 (1,9%)    | 11 (3,7%)   |
| Укупно            | 311         | 301         |